# Bistum Bosa
Das Bistum Bosa (lat.: Dioecesis Bosanensis) war eine in Italien gelegene römisch-katholische Diözese mit Sitz in Bosa. 

## Geschichte

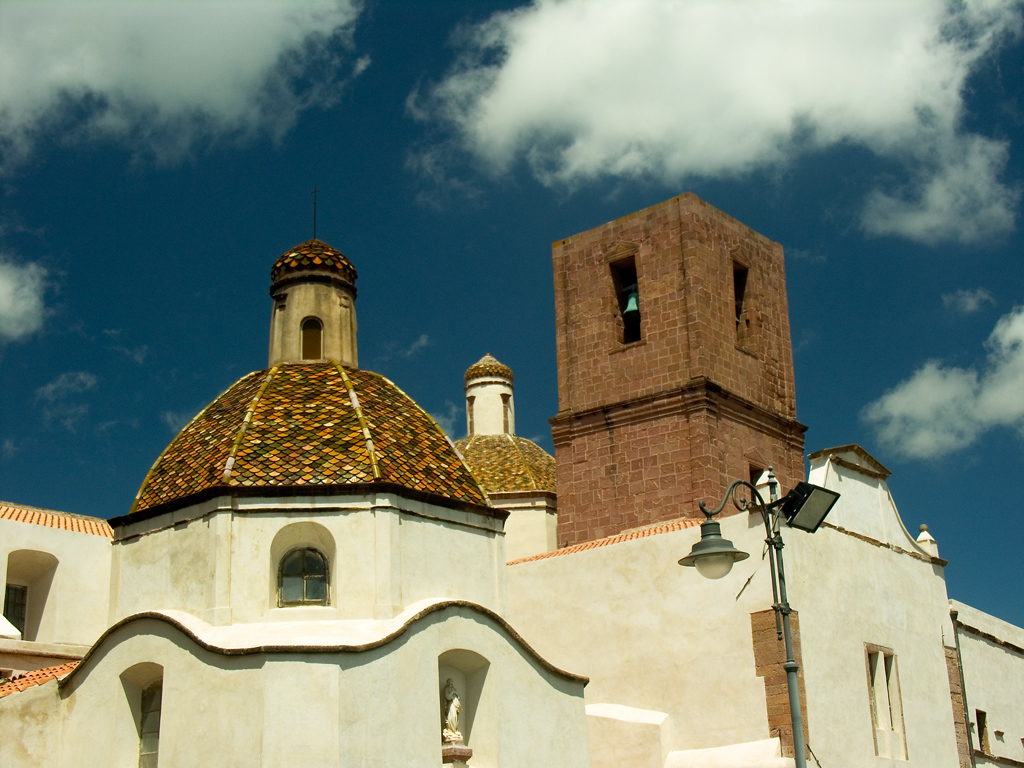
Kathedrale Immacolata Concezione in Bosa

Das Bistum Bosa wurde im 5. Jahrhundert errichtet. Der erste urkundlich belegte Bischof ist Costantino de Crasta.
Am 30. September 1986 wurde das Bistum Bosa durch die Kongregation für die Bischöfe mit dem Dekret Instantibus votis dem Bistum Alghero angegliedert.
Das Bistum Bosa war dem Erzbistum Sassari als Suffraganbistum unterstellt. Es umfasste 21 Pfarreien und war 741 km² groß.